# Introgrese
Introgrese (z lat. introgredior, vstupuji) nebo intogresivní hybridizace popisuje přesun nějakého genu, chromozomu či jeho segmentu nebo genomu z jednoho druhu či poddruhu na jiný. K tomu může dojít „nahodile“, nějakým historickým, přirozeně vzniklým spářením jedince určité populace s jedinci jiné populace. O tomto principu se diskutuje jako o důležitém činiteli ve vývoji druhů žijících ve vodě, například u sladkovodních ryb.
Člověk využívá princip i jeho výsledek k tomu, aby (přirozenými) hybridizacemi s konvenčním potlačovacím křížením (Verdrängungszüchtung, upgrading) získával vysoce výkonné hybridizace s určitým žádoucím znakem. Introgrese se obvykle dosahuje různými postupy zpětného křížení (Rückkreuzung, backcrossing), aby se vyloučily nežádoucí vedlejší účinky. Do určitého druhu přenesené geny pocházejí většinou z příbuzných divokých druhů nebo z druhů z blízce příbuzných rodů. Introgrese má už dávno velký význam při šlechtění obilovin, zejména pšenice.